# Het verhaal van Vlaanderen (striproman)
De tweedelige Belgische striproman Het verhaal van Vlaanderen werd uitgebracht in 2022 en 2023 door de Standaard Uitgeverij als onderdeel van de gelijknamige Belgische televisiereeks Het verhaal van Vlaanderen. Harry De Paepe is scenarist, Frodo De Decker is tekenaar en Shirow Di Rosso is inkleurder.

## Achtergrond
In 2021 werd de televisiereeks Het verhaal van Vlaanderen van het productiehuis De Mensen aangekondigd. Auteur en geschiedenisleraar Harry De Paepe en illustrator Frodo De Decker werden dat jaar door de Standaard Uitgeverij gevraagd een graphicnovel-versie van de serie te maken. Later werd Shirow Di Rosso ingehuurd voor de inkleuring. Het eerste deel werd uitgebracht begin december 2022 en het tweede deel eind januari 2023, beiden in hardcover en met ongeveer 125 bladzijden.

## Inhoud

### Het verhaal van Vlaanderen - Boek 1
Boek 1 begint bij de prehistorie tot aan de tijd van de Bourgondiërs. Die tijdsverloop komt overeen met aflevering één tot vijf van de televisiereeks.

### Het verhaal van Vlaanderen - Boek 2
Boek 2 gaat verder met de Bourgondïers tot aan de eerste decennia van de 21ste eeuw. Die tijdsverloop komt overeen met aflevering zes tot tien van de televisiereeks.